# Suzuki Keiji
Suzuki Keiji (鈴木敬司?) (6 de febrero de 1897–20 de septiembre de 1967) fue un militar y agente de inteligencia del Ejército Imperial Japonés durante la Segunda Guerra Mundial . Desplegado principalmente en Birmania, ayudó a formar el Ejército de Independencia de Birmania y a defender la independencia birmana, por lo que fue descrito como el "Lawrence de Arabia japonés". Los birmanos se referían a él por el nom de guerre Bo Mogyo, que significa "Comandante del Rayo". Aun así, su misión finalmente supuso el principio de la ocupación japonesa de Birmania. A pesar de su compromiso con la independencia birmana, Suzuki era contrario a la independencia de Corea.

## Formación
Suzuki fue entrenado en la Academia del Ejército Imperial y graduado como un oficial de infantería en 1918. Posteriormente asistió a la Academia de Guerra del Ejército y comenzó con operaciones clandestinas en Filipinas. Su foco principal, tanto en sus estudios como en los inicios de su carrera, eran los asuntos angloamericanos. El puesto militar oficial de Suzuki era de Jefe de la Sección de Transporte de la Oficina del Estado Mayor del Ejército Imperial Japonés. Sin embargo, fue  entrenado en la Escuela de Nakano y en realidad era en agente secreto de inteligencia comisionado para localizar e interrumpir actividades aliadas en Asia cerrando sus líneas de abastecimiento en la Carretera de Birmania.

## Operaciones
En la década de 1930, Suzuki, operando fuera de Bangkok, reclutó a un número de radicales y disidentes birmanos. Dicha red de asociados posteriormente devendría en el núcleo del Minami Kikan (南機関) organización de espías encubiertos. Tenía estrechas conexiones con los thakins, un grupo nacionalista de estudiantes y obreros. En 1940, fue secretamente introducido en Rangún con asistencia de su red de contactos, haciendo pasar por un periodista de nombre Minami Masuyo.
En 1941, el cuartel general imperial japonés autorizó a Suzuki a crear una fuerza militar birmana bajo control japonés. Suzuki congregó a los Treinta Camaradas, un grupo de luchadores por la independencia que incluyó a Aung San, Ne Win y Bo Let Ya. El trabajo de Suzuki finalmente supuso la creación del Ejército de Independencia Birmano. Sin embargo, en 1942 un comandante del ejército japonés, el teniente general Shijiro Iida, comenzó a preocuparse por la postura proindependentista de Suzuki y su autoridad sobre el Ejército de Independencia Birmano, por lo que concertó el retorno de Suzuki a Japón, con lo que el Ejército de Independencia Birmano fue posteriormente reorganizado y colocado bajo la dirección de Aung San (y él, a su vez, bajo el control japonés). Suzuki regresó a Tokio, y durante el resto de la guerra desempeñó los deberes de su cargo oficial como jefe de transportes supervisando aspectos logísticos.
Suzuki tenía un don para lo dramático. Su nombre birmano elegido, Bo Mogyo, era una referencia al rayo que en la tradición popular birmana sostenía que destruiría el "paraguas" (un símbolo del dominio colonial británico). También permitió que se desarrollaran rumores que lo conectaron con Myingun Min, un príncipe de la familia real birmana exiliada, y se involucró en cultos de juramento de sangre con sus compañeros.